# Amphia
Amphia là một chi bướm đêm thuộc họ Noctuidae.